# Garami Gábor (rádiós műsorvezető)
Garami Gábor rádiós műsorvezető, zenész, dobos, podcaster, YouTube tartalomgyártó.

## Élete
Garami Gábor kétszer is jelentkezett a Színművészeti Főiskolára, de nem vették fel. 1993-ban egy fogorvos barátja megkérte, hogy mondjon fel neki egy rádióreklámot, amit Rókusfalvy Pál stúdiójában rögzítettek. Ő mondta, neki rádiós hangja van és ezzel kellene foglalkoznia. Ezért elkészített egy demó kazettát, amin egy Örkény egypercest olvasott fel, majd elküldte 15-20 rádiónak, szinkronstúdiónak. Tereh Istvántól, a Melody FM Rádió egykori munkatársától kapta az első rádiós munkáját. Fél év múlva már a Star Rádióban a reggeli műsort vezette. Emellett beszédórára járt Wacha Imréhez és Kalmár Zsuzsához, akiktől a rádiózás fortélyait is megtanulta.
A Danubius Rádió És a Class FM Hétvégi Kívánságműsor műsorvezetője volt, és a Sláger FM mostani műsorvezetője. Saját zenekara a Garami Funky Staff.
A YouToube-on a ClassUtas és a PotyaUtas című műsorokat gyártotta, melynek producere a KenMédia volt.
Tagok : Dósa Szelina - ének, Temesi Bertalan - basszusgitár, Tornóczky Ferenc - gitár, Molnár Levente - billentyűs hangszerek, Balázs Sziszka - menedzser.
RTL2 csatornán látható NőComment TV show zenekarának vezetője.
Tagok : Dósa Szelina - ének, Tóth Ádám - gitár, Magán Olivér - billentyűs hangszerek, Gudics Martin - basszusgitár.